# Paschiodes aethiopicalis
Paschiodes aethiopicalis là một loài bướm đêm trong họ Crambidae.